# Pallanuoto ai Giochi della XXIII Olimpiade
Il torneo di pallanuoto dei Giochi Olimpici di Los Angeles si è svolto tra il 1º agosto e il 10 agosto 1984. Le gare si sono disputate nella Raleigh Runners Memorial Pool della Pepperdine University di Malibù.
La formula del torneo era la stessa dell'edizione precedente. Le 12 partecipanti hanno disputato due successive fasi a gironi; nella seconda fase è stato disputato un girone per l'assegnazione delle medaglie ed uno per stabilire l'ordine di classifica dal 6º al 12º posto.
La competizione, orfana dei campioni olimpici e mondiali in carica dell'Unione Sovietica e dell'Ungheria (bronzo a Mosca e argento a Guayaquil) a causa del boicottaggio del blocco sovietico, ha visto l'affermazione della Jugoslavia, al suo secondo titolo olimpico.

## Podio
| Evento              | Oro        | Argento     | Bronzo         |
| Pallanuoto maschile | Jugoslavia | Stati Uniti | Germania Ovest |

## Squadre partecipanti
GRUPPO A
- Canada
- Cina
- Jugoslavia
- Paesi Bassi

GRUPPO B
- Brasile
- Grecia
- Spagna
- Stati Uniti

GRUPPO C
- Australia
- Germania Ovest
- Giappone
- Italia

## Turno preliminare

### Gruppo A
|    | Squadra     | Pti | G | V | P | S | GF | GS | Diff |
| -- | ----------- | --- | - | - | - | - | -- | -- | ---- |
| 1. | Jugoslavia  | 6   | 3 | 3 | 0 | 0 | 34 | 16 | +18  |
| 2. | Paesi Bassi | 4   | 3 | 2 | 0 | 1 | 25 | 26 | –1   |
| 3. | Cina        | 2   | 3 | 1 | 0 | 2 | 21 | 27 | –6   |
| 4. | Canada      | 0   | 3 | 0 | 0 | 3 | 18 | 29 | –11  |

| Data      | Ora   | Partita     | Partita | Partita     |
| --------- | ----- | ----------- | ------- | ----------- |
| 1º agosto | 08:30 | Jugoslavia  | 13 - 4  | Canada      |
| 1º agosto | 09:30 | Paesi Bassi | 10 - 8  | Cina        |
| 2 agosto  | 19:30 | Jugoslavia  | 12 - 7  | Cina        |
| 2 agosto  | 20:30 | Paesi Bassi | 10 - 9  | Canada      |
| 3 agosto  | 13:30 | Cina        | 6 - 5   | Canada      |
| 3 agosto  | 14:30 | Jugoslavia  | 9 - 5   | Paesi Bassi |

### Gruppo B
|    | Squadra     | Pti | G | V | P | S | GF | GS | Diff |
| -- | ----------- | --- | - | - | - | - | -- | -- | ---- |
| 1. | Stati Uniti | 6   | 3 | 3 | 0 | 0 | 32 | 17 | +15  |
| 2. | Spagna      | 4   | 3 | 2 | 0 | 1 | 39 | 31 | +8   |
| 3. | Grecia      | 1   | 3 | 0 | 1 | 2 | 23 | 33 | –10  |
| 4. | Brasile     | 1   | 3 | 0 | 1 | 2 | 25 | 38 | –13  |

| Data      | Ora   | Partita     | Partita | Partita |
| --------- | ----- | ----------- | ------- | ------- |
| 1º agosto | 13:30 | Spagna      | 19 - 12 | Brasile |
| 1º agosto | 14:30 | Stati Uniti | 12 - 5  | Grecia  |
| 2 agosto  | 08:30 | Spagna      | 12 - 9  | Grecia  |
| 2 agosto  | 09:30 | Stati Uniti | 10 - 4  | Brasile |
| 3 agosto  | 19:30 | Grecia      | 9 - 9   | Brasile |
| 3 agosto  | 20:30 | Stati Uniti | 10 - 8  | Spagna  |

### Gruppo C
|    | Squadra        | Pti | G | V | P | S | GF | GS | Diff |
| -- | -------------- | --- | - | - | - | - | -- | -- | ---- |
| 1. | Germania Ovest | 6   | 3 | 3 | 0 | 0 | 35 | 18 | +17  |
| 2. | Australia      | 3   | 3 | 1 | 1 | 1 | 27 | 20 | +7   |
| 3. | Italia         | 3   | 3 | 1 | 1 | 1 | 27 | 23 | +4   |
| 4. | Giappone       | 0   | 3 | 0 | 0 | 3 | 15 | 43 | –28  |

| Data      | Ora   | Partita        | Partita | Partita   |
| --------- | ----- | -------------- | ------- | --------- |
| 1º agosto | 19:30 | Italia         | 15 - 5  | Giappone  |
| 1º agosto | 20:30 | Germania Ovest | 10 - 6  | Australia |
| 2 agosto  | 13:30 | Italia         | 8 - 8   | Australia |
| 2 agosto  | 14:30 | Germania Ovest | 15 - 8  | Giappone  |
| 3 agosto  | 08:30 | Australia      | 15 - 2  | Giappone  |
| 3 agosto  | 09:30 | Germania Ovest | 10 - 4  | Italia    |

## Turno finale
In questa fase si ereditano i punteggi degli scontri diretti della fase preliminare.

### Gruppo D
|         | Squadra        | Pti | G | V | P | S | GF | GS | Diff |
| ------- | -------------- | --- | - | - | - | - | -- | -- | ---- |
| Oro     | Jugoslavia     | 9   | 5 | 5 | 0 | 0 | 34 | 21 | +13  |
| Argento | Stati Uniti    | 9   | 5 | 4 | 1 | 0 | 43 | 34 | +9   |
| Bronzo  | Germania Ovest | 5   | 5 | 2 | 1 | 2 | 49 | 34 | +15  |
| 4.      | Spagna         | 4   | 5 | 1 | 2 | 2 | 42 | 46 | –4   |
| 5.      | Australia      | 3   | 5 | 1 | 1 | 3 | 37 | 48 | –11  |
| 6.      | Paesi Bassi    | 0   | 5 | 0 | 0 | 5 | 25 | 48 | –23  |

| Arbitri: | De Stefano (ITA) Panagakos (GRE) |

|                             |           |                 |
| 2: Bebic, Milanovic, Andric | Marcatori | 2: Kerr, Wybrow |

| Arbitri: | Hantal(TUR) Tsantas (GRE) |

|              |           |          |
| 3: Schroeder | Marcatori | 5: Buunk |

| Arbitri: | Papazian (FRA) Gunell (CAN) |

|         |           |             |
| 3: Otto | Marcatori | 4: Estiarte |

| Arbitri: | Tsantas (GRE) Papazian (FRA) |

|                                     |           |                   |
| 3: Schroeder, J.Campbell, Robertson | Marcatori | 3: Turner, Wybrow |

| Arbitri: | Vuszek (HUN) Pizzorno (ITA) |

|                            |           |          |
| 2: Djuho, Bebic, Paskvalin | Marcatori | 3: Loebb |

| Arbitri: | Fuchs (BEL) Panagakos (GRE) |

|             |           |                |
| 4: Estiarte | Marcatori | 1: 4 giocatori |

| Arbitri: | Martinez (CUB) De Stefano (ITA) |

|              |           |                |
| 2: Schroeder | Marcatori | 3: Loebb, Otto |

| Arbitri: | Gunell (CAN) Pizzorno (ITA) |

|           |           |                                   |
| 3: Turner | Marcatori | 2: Noordegraaf, Buunk, van Belkum |

| Arbitri: | Hantal(TUR) Tsantas (GRE) |

|          |           |                |
| 4: Bebic | Marcatori | 2: 4 giocatori |

| Arbitri: | Fuchs (BEL) Papazian (FRA) |

|          |           |                       |
| 5: Stamm | Marcatori | 1: Landeweerd, van Es |

| Arbitri: | Vuszek (HUN) Pizzorno (ITA) |

|             |           |           |
| 5: Estiarte | Marcatori | 5: Turner |

| Arbitri: | Asensio (ESP) Martinez (CUB) |

|                |           |                      |
| 1: 5 giocatori | Marcatori | 2: Robertson, Vargas |

### Gruppo E
|     | Squadra  | Pti | G | V | P | S | GF | GS | Diff |
| --- | -------- | --- | - | - | - | - | -- | -- | ---- |
| 7.  | Italia   | 9   | 5 | 4 | 1 | 0 | 63 | 14 | +49  |
| 8.  | Grecia   | 8   | 5 | 3 | 2 | 0 | 52 | 41 | +11  |
| 9.  | Cina     | 6   | 5 | 3 | 0 | 2 | 44 | 39 | +5   |
| 10. | Canada   | 3   | 5 | 1 | 1 | 3 | 40 | 48 | –8   |
| 11. | Giappone | 2   | 5 | 1 | 0 | 4 | 30 | 55 | –25  |
| 12. | Brasile  | 2   | 5 | 0 | 2 | 3 | 40 | 52 | –12  |

| Data      | Ora   | Partita  | Partita | Partita  |
| --------- | ----- | -------- | ------- | -------- |
| 6 agosto  | 09:30 | Cina     | 10 - 4  | Giappone |
| 6 agosto  | 14:30 | Grecia   | 11 - 8  | Canada   |
| 6 agosto  | 19:30 | Italia   | 13 - 4  | Brasile  |
| 7 agosto  | 09:30 | Grecia   | 14 - 7  | Giappone |
| 7 agosto  | 14:30 | Italia   | 11 - 8  | Cina     |
| 7 agosto  | 19:30 | Canada   | 10 - 10 | Brasile  |
| 9 agosto  | 09:30 | Cina     | 11 - 9  | Brasile  |
| 9 agosto  | 14:30 | Canada   | 8 - 5   | Giappone |
| 9 agosto  | 19:30 | Grecia   | 8 - 8   | Italia   |
| 10 agosto | 09:30 | Giappone | 9 - 8   | Brasile  |
| 10 agosto | 14:30 | Italia   | 16 - 9  | Canada   |
| 10 agosto | 19:30 | Grecia   | 10 - 9  | Cina     |

## Classifica finale
| Campione Olimpico | Campione Olimpico | Campione Olimpico |
| --- | ----------------- | --- |
| Jugoslavia1 Krivokapić, 2 Lušić, 3 Petrović, 4 Vuletić, 5 Đuho, 6 Roje, 7 Bebić, 8 Bukić, 9 Sukno, 10 Paškvalin, 11 Milanović, 12 Andrić, 13 Popović, CT: Ratko Rudić |                   | |
| Argento | Stati Uniti       | Stati UnitiWilson · Robertson · Figueroa · P. Campbell · Burke · Vargas · Svendsen · Siman · McDonald · Schroeder · J. Campbell · Shaw · Dorst, CT: Kenneth Nitzkowski                    |
| Bronzo | Germania Ovest    | Germania OvestRöhle · Loebb · Otto · Hoppe · Fernández Alatorre · Huber · Schröder · Osselmann · Stamm · Freund · Theissmann · Chalmovsky · Obschernikat, CT: Nicolae Firoiu              |
| 4. | Spagna            | SpagnaPerpiñá • Morillo • Fernández • Canal • Estiarte • Robert • R. Aguilar • Signes • A. Aguilar • Carmona • Sans • Neira • Moya, CT: Pujol                                             |
| 5. | Australia         | AustraliaM. Turner • Pengelley • Bryant • Montgomery • Sherwell • Kerr • Mayers • Townsend • C. Turner • Callaghan • Wybrow • Basser • Muspratt, CT: Tom Hoad                             |
| 6. | Paesi Bassi       | Paesi Basside Bie • Landeweerd • Noordegraaf • van Es • Buunk • Nieuwenhuizen • van Belkum • van Mil • Aantjes • Heiden • Pielstroom • van Noort • Misdorp, CT: -                         |
| 7. | Italia            | Italia1 Gandolfi, 2 Misaggi, 3 Pisano, 4 Steardo, 5 Fiorillo, 6 De Magistris, 7 Galli, 8 D'Altrui, 9 Baldineti, 10 D'Angelo, 11 Collina, 12 Postiglione, 13 Panerai, CT: Fritz Dennerlein |
| 8. | Grecia            | GreciaVossos • Capralos • Stathakis • Gounas • Giannopoulos K • Kefalogiannis • Papanastasiou • Seletopoulos • Aronis • Sitarenios • Maurōtas • Moudatsios • Giannopoulos S, CT:          |
| 9. | Cina              | CinaDeng • Wang • Song • Li • Huang Y. • Cai T. • Qu • Zhao • Chen • Cai S. • Pan • Huang L., CT: -                                                                                       |
| 10. | Canada            | CanadaZayonc • Juhasz • Gross • Huet • Anderson • Pottier • Deschamps • Meyer • Bol • Van Tol • Brown • Dion • Collyer, CT: -                                                             |
| 11. | Giappone          | GiapponeFujita • Y. Saito • Fujimori • Kai • Taima • Houki • Fukumoto • Miyahara • Nagata • Wakayoshi • H. Saito• Yamasaki • Oura, CT: -                                                  |
| 12. | Brasile           | BrasileAbreu • Borelli • Borges • Carsalade • Carlinhos • Chaves • Lotufo • Manfredi • dos Santos • Silva • Duda • Tonieto • Nicolas, CT: -                                               |

## Classifica marcatori
|  | Gol | Marcatore              | Squadra        |
|  | --- | ---------------------- | -------------- |
|  | 34  | Manuel Estiarte        | Spagna         |
|  | 19  | Mario Fiorillo         | Italia         |
|  | 18  | Frank Otto             | Germania Ovest |
|  | 18  | Hagen Stamm            | Paesi Bassi    |
|  | 18  | Charles Turner         | Australia      |
|  | 16  | Milivoj Bebić          | Jugoslavia     |
|  | 15  | Eric Tebbe Borges      | Brasile        |
|  | 15  | Mario Souto            | Brasile        |
|  | 15  | Wang Xiaotian          | Cina           |
|  | 15  | Christopher Wybrow     | Australia      |
|  | 14  | Sotiros Statakhis      | Grecia         |
|  | 13  | Antonios Aronis        | Grecia         |
|  | 13  | Kevin Robertson        | Stati Uniti    |
|  | 13  | Terry Schroeder        | Stati Uniti    |
|  | 13  | Dimitrios Seletopoulos | Grecia         |
|  | 13  | Narihito Taima         | Giappone       |
|  | 12  | Alberto Canal          | Spagna         |
|  | 12  | Thomas Loebb           | Germania Ovest |
|  | 11  | Gianni De Magistris    | Italia         |
|  | 11  | Huang Long             | Cina           |
|  | 11  | Tomislav Paškvalin     | Jugoslavia     |
|  | 10  | Jody Campbell          | Stati Uniti    |
|  | 9   | Tony Buunk             | Paesi Bassi    |
|  | 8   | 9 Giocatori            |                |
|  | 7   | 10 Giocatori           |                |
|  | 6   | 14 Giocatori           |                |
|  | 5   | 15 Giocatori           |                |
|  | 4   | 8 Giocatori            |                |
|  | 3   | 9 Giocatori            |                |
|  | 2   | 10 Giocatori           |                |
|  | 1   | 17 Giocatori           |                |

## Fonti
- (EN)  Comitato Olimpico Internazionale: database medaglie olimpiche.
- (EN)  Comitato Organizzatore, Official Report of the Games of the XXIIIrd Olympiad, Los Angeles 1984 vol. 2, 1985 (la84foundation.com).
- (EN) Todor66.com - Sport Statistics Archive, su todor66.com.